# 蘇尚耀
蘇尚耀（1921年3月15日—1996年3月24日），筆名蘇樺、守白，浙江平陽人，兒童文學家、編輯、教師，曾任中小學教師四十餘年。蘇尚耀的兒童文學著作以中國歷史故事為主。其女為臺灣傳播學者蘇蘅。

## 生平
蘇尚耀畢業於溫州高中，曾任騰蛟小學主任。
1949年抵台定居台中，於制空小學服務。1956年上台北應聘婦聯會所屬復興小學教務主任，1965年轉任大華中學任教。在此期間開始根據學生生活寫故事，陸續在多個刊物投稿，包含《中央日報‧兒童周刊》、《中華日報‧中華兒童》、《新生報‧新生兒童》。
1966年，蘇尚耀出版第一本童話《小黃雀》，即是根據古籍材料改寫而成。
後來，蘇尚耀曾主編國語日報國語文專欄。
1996年因病逝世於台北。
1997年3月29日，中華民國兒童文學學會與國語日報、世界華文兒童文學資料館聯合舉辦「蘇尚耀先生逝世周年紀念會」。

## 著作、改寫
- 好孩子生活週記，1962[3]
- 中國民間故事集，新民教育社，1964
- 一百個好孩子故事，文化圖書公司，1964
- 中國歷代名人故事，文化圖書公司，1964
- 小黃雀，小學生雜誌社，1966
- 文化兒童故事叢書，文化圖書公司，1971

- 鄭和下西洋，臺灣東方，2013，ISBN 978-957-570-974-7
- 聊齋誌異，臺灣東方，1987，ISBN 978-957-570-006-5
- 大明英烈傳，1991，ISBN 978-957-570-166-6
- 苦海孤雛，臺灣東方，1991，ISBN 978-957-570-158-1
- 黃帝
- 孔子
- 屈原
- 班超
- 張衡
- 山海經故事，國語日報社
- 中國神話，國語日報社
- 山地故事，幼獅文化，1982